# Temascalcingo de José María Velasco
Temascalcingo de José María Velazco är en stad och admnistrativ huvudort i kommunen Temascalcingo i delstaten Mexiko i Mexiko. Samhället hade 14 091 invånare vid folkräkningen 2020 och var kommunens folkrikaste stad.

## Etymologi
Staden är döpt efter José María Velasco Gómez Obregón (1840–1910 som föddes i Temascalcingo. Velasco var ett universalgeni men framför allt en mycket skicklig landskapsmålare och realistisk målare under 1800-talet i Mexiko. Namnet Temascalcingo kommer från ordet temascal på nahuatl med betydelsen litet bad eller plats för hälsofrämjande badritual och värmehus.

## Samhälle
Staden är bland annat känd för José María Velascos regionala kulturcentrum och museum, kyrkan Santa Maria Canchesda och närområdet har många grottor med förspanska grottmålningar öppna för turister och allmänheten.
I Temascalcingo de José María Velazco anordnas även Xitas de corpus, en traditionell mexikansk festival. Traditionen uppstod redan innan spanska koloniseringen av Mexiko och ursprunget går tillbaka till och Mazahua- och Otomi-kulturerna. Från början var det en dans för att åkalla regn och fruktbarhet i regionen, numera är det mer av en festlighet och maskerad med traditionella folkdräkter som firas med bland annat fyrverkerier, musik och dans.

## Galleri

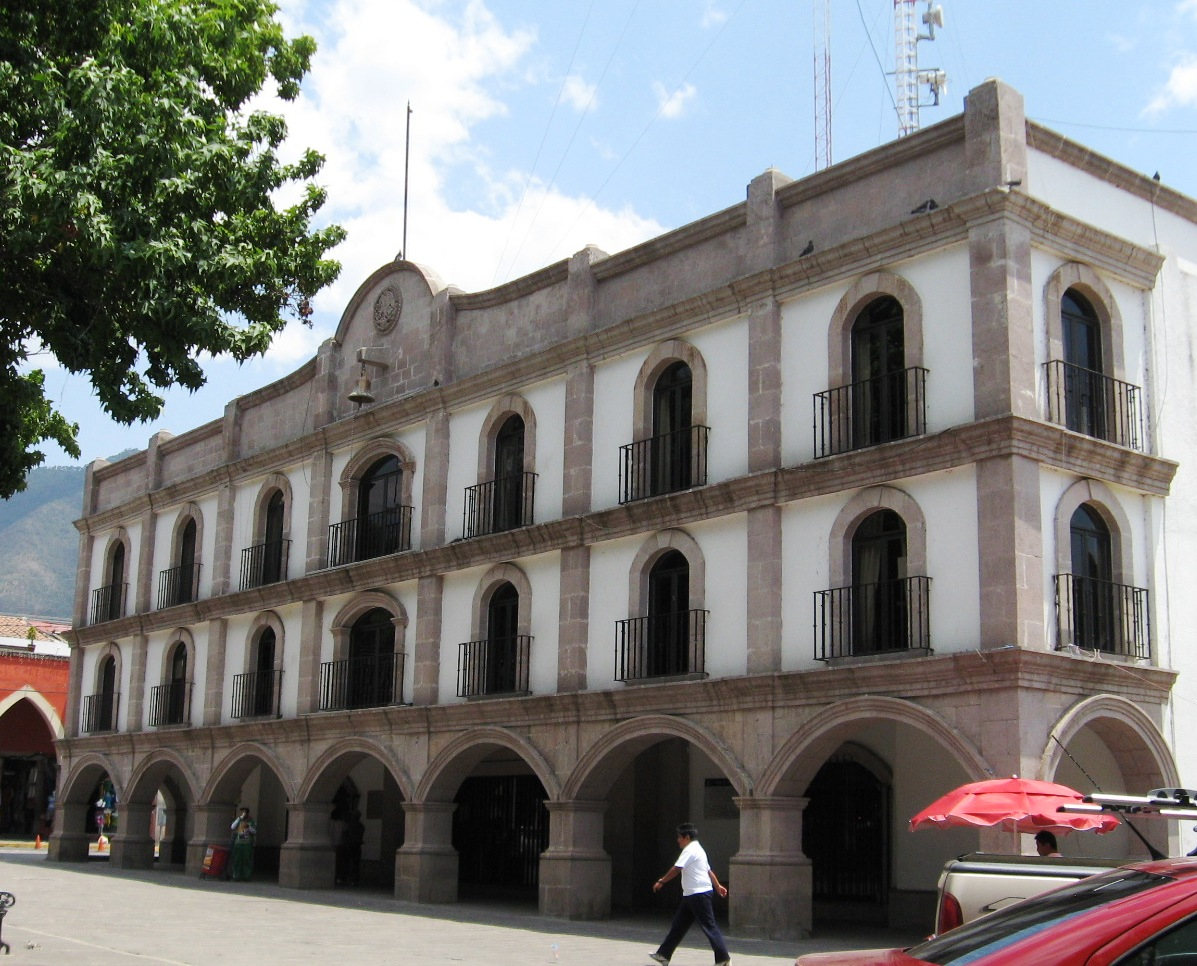
Kommunhuset i Temascalcingo de José María Velasco.
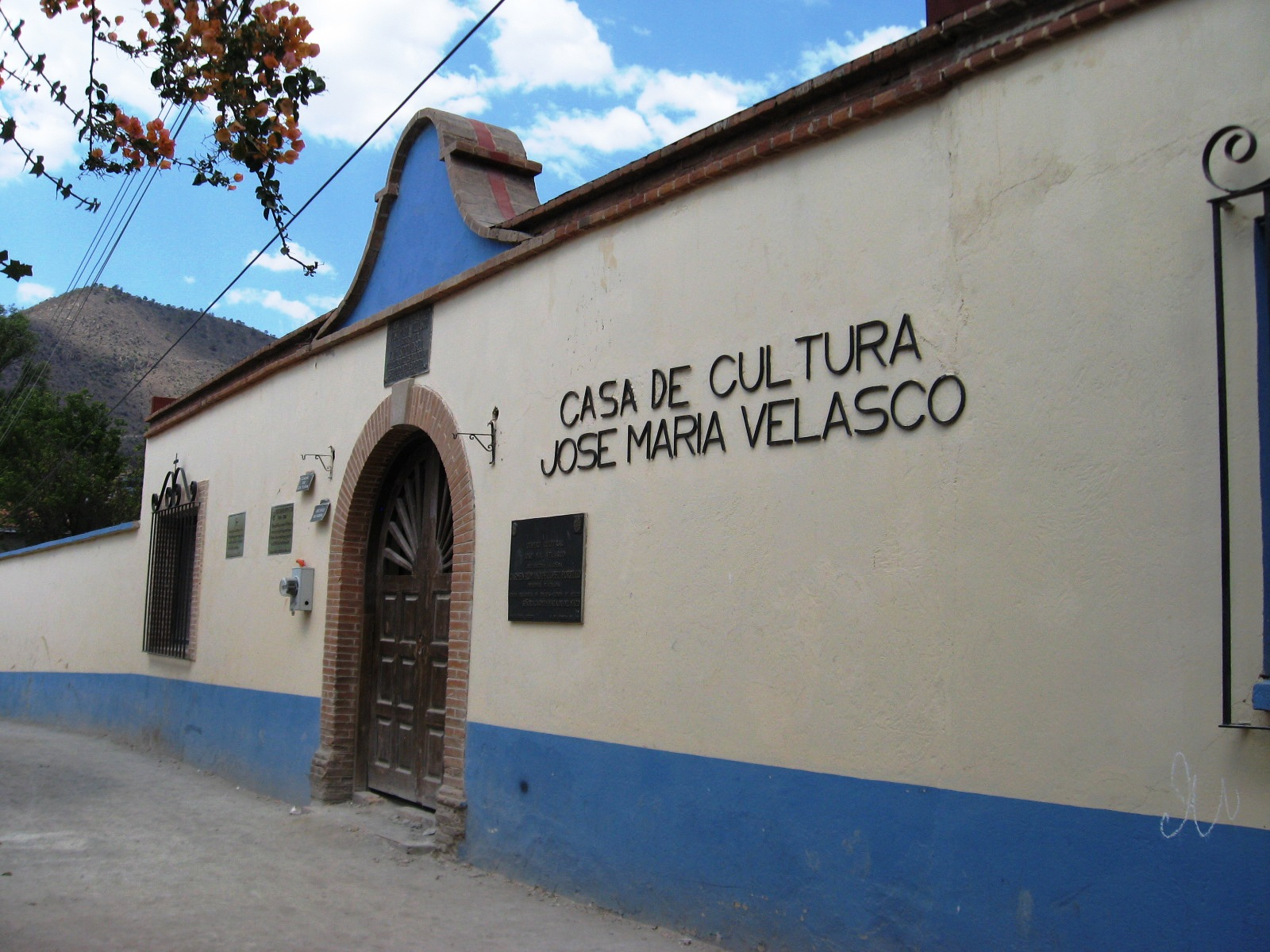
José María Velascos museum, entré.
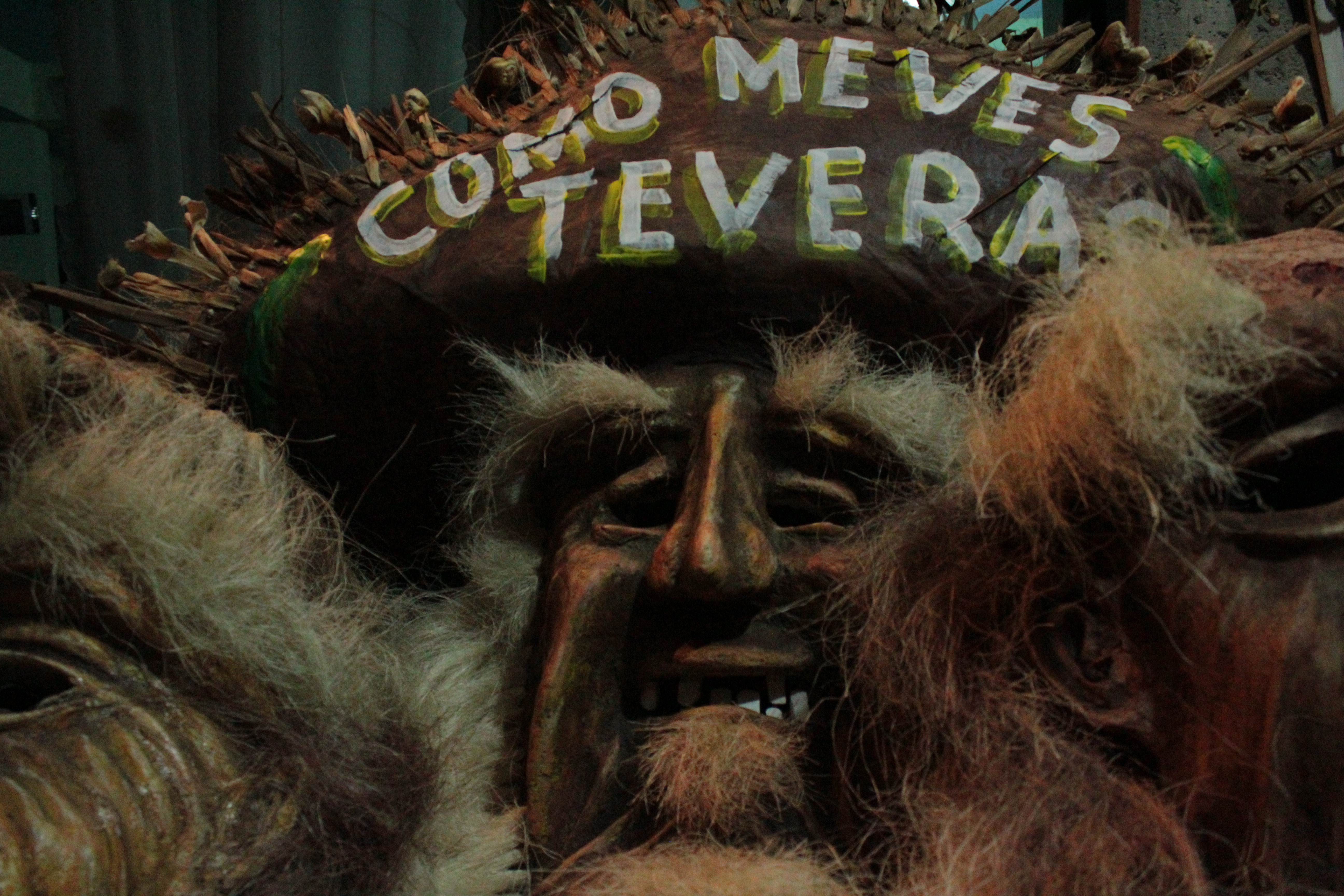
Traditionella masker från Mazahua och Otomi-folket vid Xitas de corpus-festligheter.
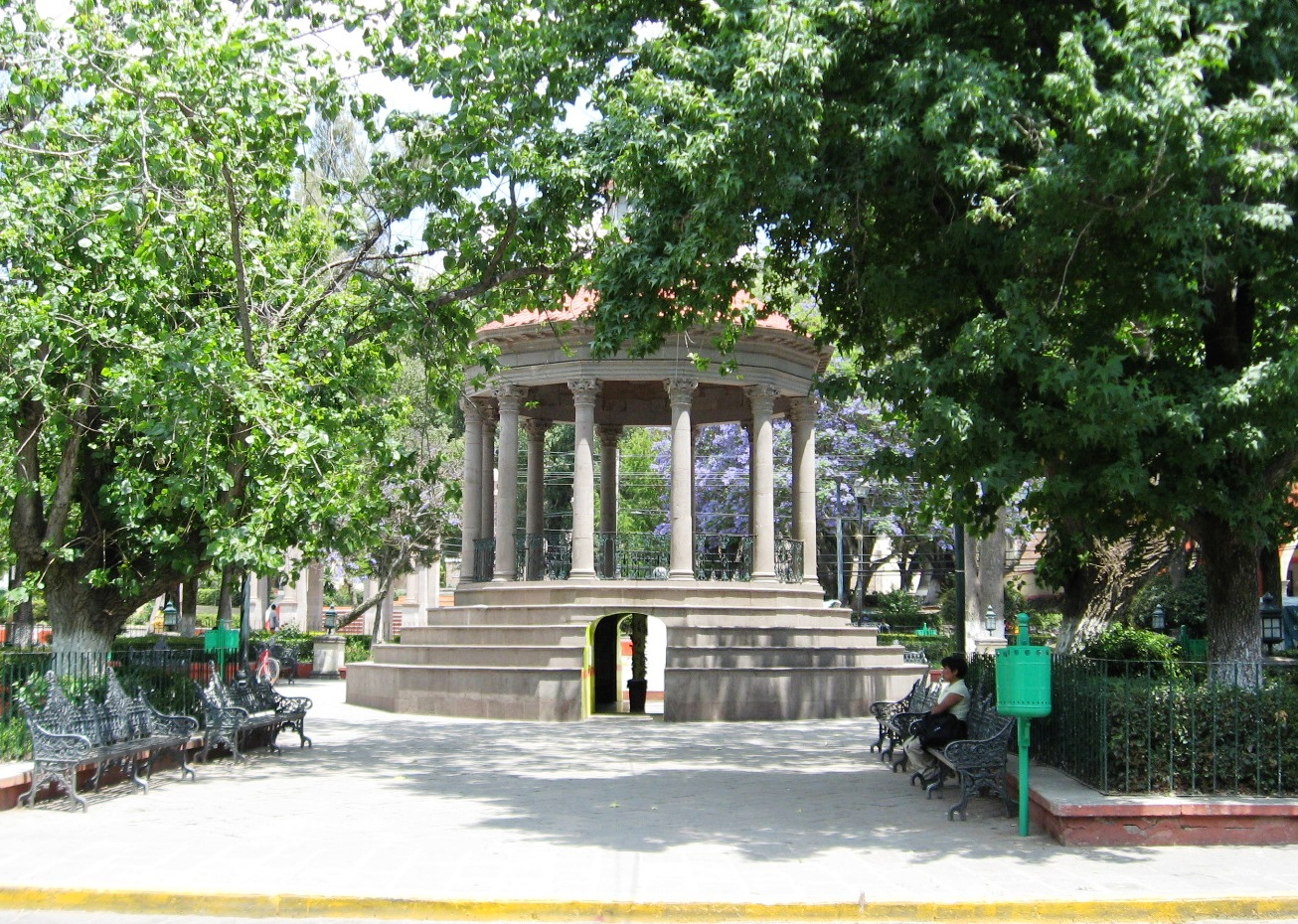
Central kiosk vid torg.
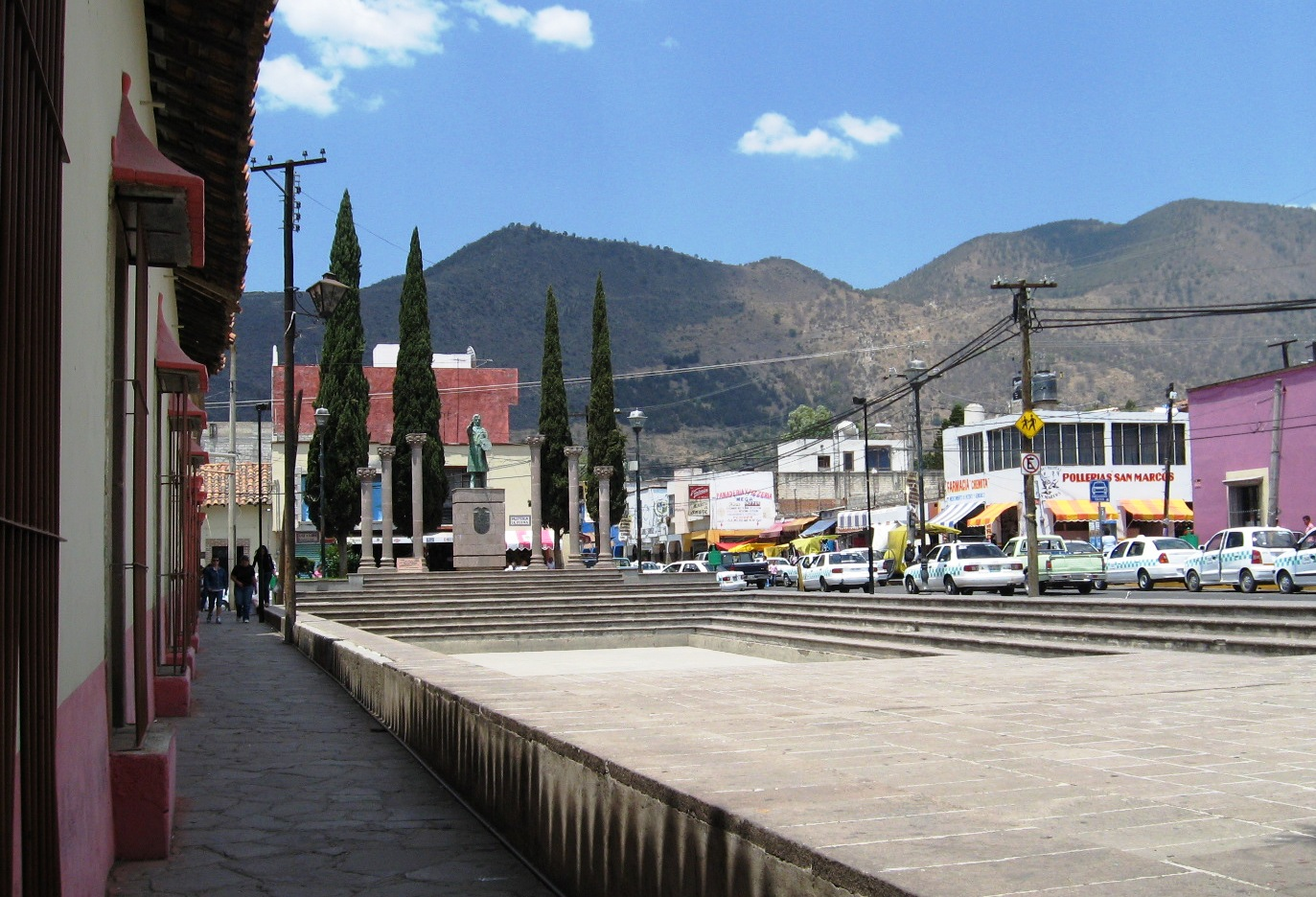
Plaza Velasco